# Szent Mihály és Gábriel arkangyalok fatemplom (Kővársolymos)
A kővársolymosi Szent Mihály és Gábriel arkangyalok fatemplom műemlékké nyilvánított épület Romániában, Szilágy megyében. A romániai műemlékek jegyzékében az  SJ-II-m-A-05131 sorszámon szerepel.